# 国際連合大学
国際連合大学（こくさいれんごうだいがく、英語: United Nations University）は、東京都渋谷区に本部を置く国際連合（国連）の自治機関。大学院（大学院大学）。略称は国連大学、UNU、UN University。
国連およびその加盟国が関心を寄せる、緊急性の高い地球規模課題の解決に取り組むため、共同研究、教育、情報の普及、政策提言を通じて寄与することを使命としている。
国連システムおよび国連加盟国のシンクタンクとしての機能を持つ。
「大学」という名称であるものの法律に基づく正式な大学ではない。ただし、大学院の研究科に相当する機能も持っており、大学院に準ずるものとして扱われている（学校教育法施行規則第156条第4号など）。
国連機関の大学院大学としては、コスタリカに国連平和大学がある。

## 概要
1975年（昭和50年）より活動を開始した国連の自治機関である。本部所在地は東京都渋谷区神宮前五丁目53-70である。国連大学は日本に本部を置く唯一の国連機関であり、国連の日本における拠点ともなっており、国連専門機関の日本事務所や国連広報センターがあり、構内では不可侵権が認められている。
世界の研究者の共同体を目指し、大学院以上の水準の共同研究や発表などを行い、また、その学術的成果を国連の活動に役立てようとしている。また、開発途上国の人材育成に力を入れている。世界各地に15の研究所・研究センターを持つ。
2009年（平成21年）12月に国連総会決議で国際連合大学憲章が改正され、修士及び博士の学位が授与できることが明記された。それ以前は「大学」を称しながら短期コース以外の学生はおらず、学位を受けることができなかった。学位授与開始に対応するため2010年（平成22年）7月に学校教育法施行規則や大学院設置基準、専門職大学院設置基準が一部改正され、日本の大学院と同等の教育課程と見なされることとなった。これを受け、国連大学は世界各国に展開している研究所を母体に、各専門分野に応じた研究科を開設していく予定である。
東京本部においては、国連大学サステイナビリティと平和研究所（UNU-ISP）が、2010年（平成22年）9月、大学院サステイナビリティと平和研究科修士課程を設置し、修士（サステイナビリティ・開発・平和学）の学位授与を開始した。学生の半数以上が外国人（特にアフリカなど途上国出身者）で、第1期修了生3名の出身はカンボジア、ネパール、ギニアビサウの3カ国であった。海外留学生と、共同プログラムに所属する日本人学生の交流の場も提供する。また2012年（平成24年）9月より大学院サステイナビリティと平和研究科博士課程を開講。
その他、国連大学ではさまざまなプロジェクトや研究が進められている他、「短期集中講座」や「グローバルセミナー」など、一般にも公開される多くの講座やセミナーも開かれている。なお、2003年（平成15年）12月に、青山学院大学と国連大学は、一般協定を調印した。「学際的研究、高度の研修および知識の普及」を通じ、両大学の包括的な協力を目指す。

## 沿革

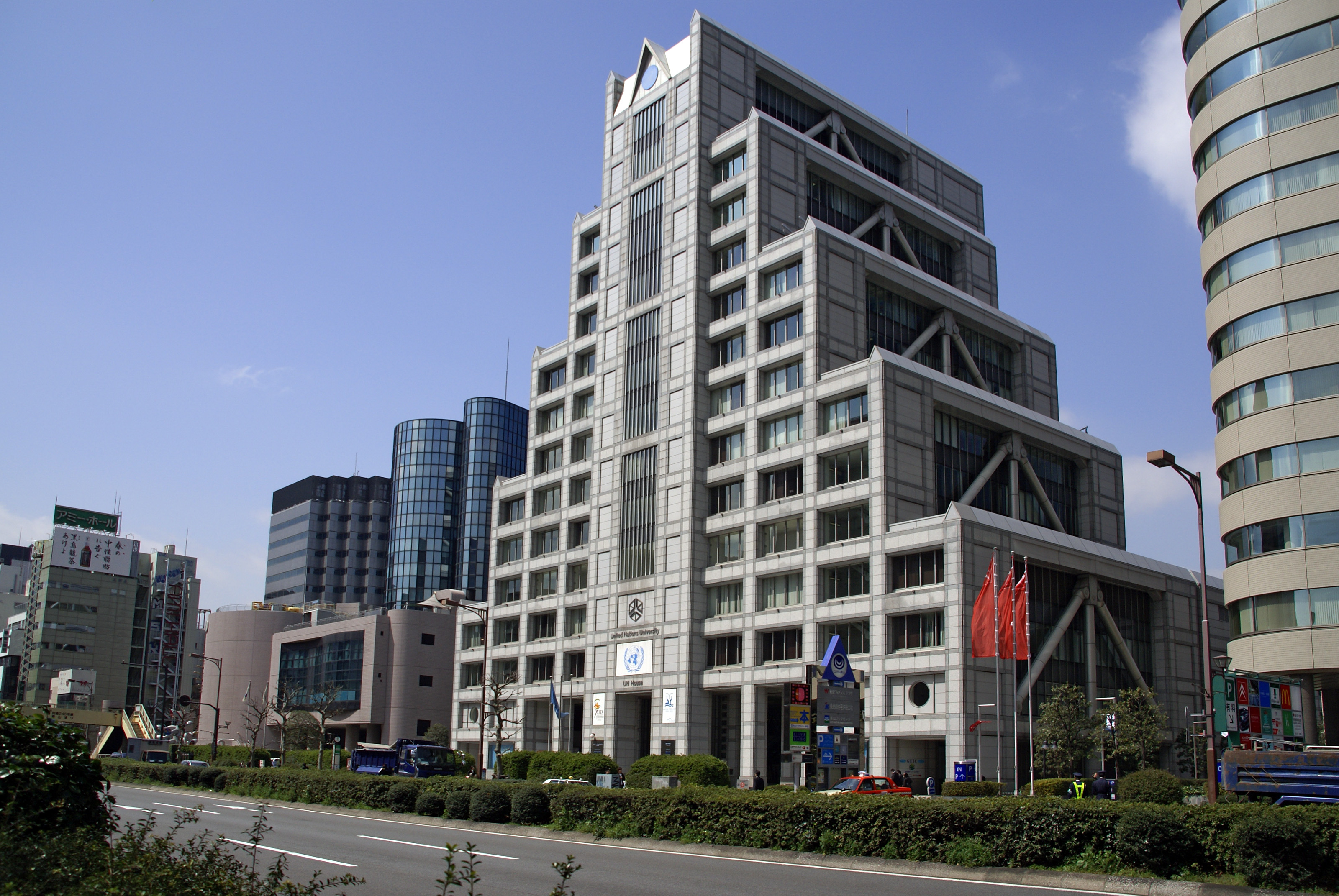
青山通りの対岸から見た国連大学本部ビル。左はかつてのこどもの城、右は青山オーバルビル

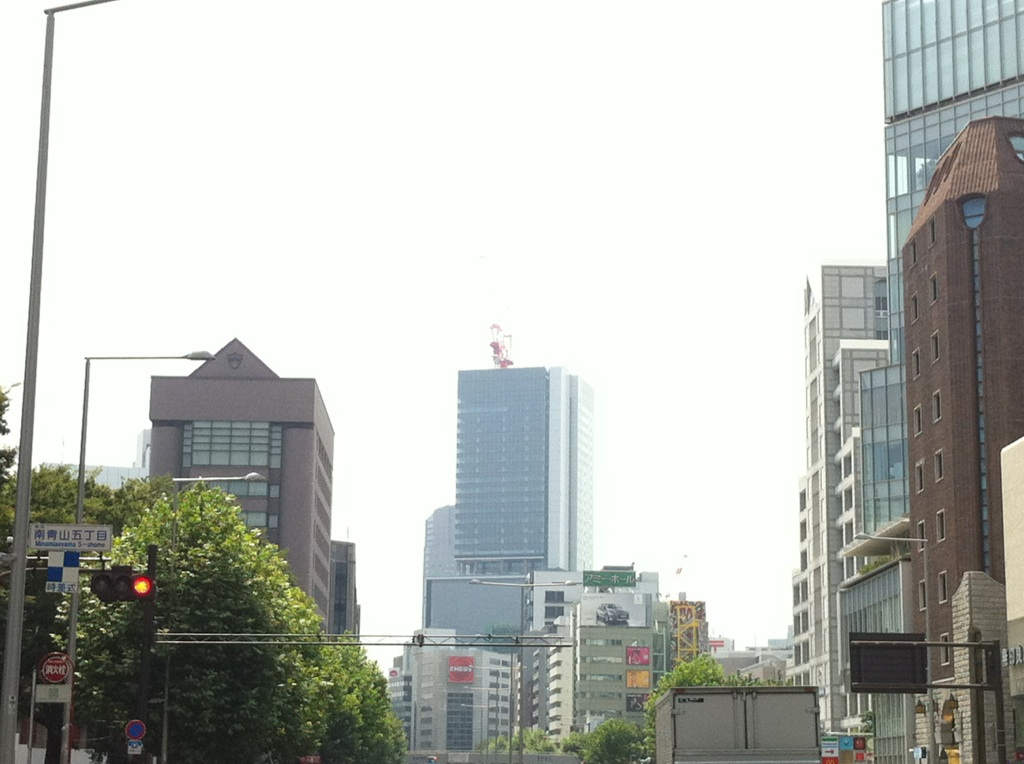
港区南青山五丁目からみた青山通り。右手に国連大学、左に青山学院大学がみえる。

1969年に当時の国際連合事務総長ウ・タントが構想を提案し、開発途上国を中心に支持を受けて、1973年、国際連合大学憲章が国際連合総会で採択されて設立された。
国際機関としての設立にむけ、国連やユネスコによる「国連大学設立可能性に関する研究・調査」に呼応して、ユネスコ国内委員会や文部省においても、国連大学の構想を研究・提案が行われ、その設立に向けた積極的な協力が行われた。国連に多く分担金を納入している日本政府が国際都市としての東京の機能を強化するために国際機関の本部を誘致したかったことが設立を実現させたといわれている。日本政府は、設立に際して「国際連合大学本部に関する国際連合と日本国との間の協定の実施に伴う特別措置法」を制定し、日本の存在感と国連大学の重要性をアピールしている。また、資金的な負担から設置に抵抗のあったほかの国際連合加盟国とは対照的に、資金的にも強力な投入を行っている。
現在国連大学が建つ場所は、青山通り沿いに隣接するこどもの城やオーバルビルなどとともに、かつては都電の青山車庫であった。都電廃止後には一時期都バスの車庫として利用された後、現在の姿となった。

## 機構
国連大学の学術活動は、研究および訓練にかかる施設・プログラムともにグローバルな体制で展開されている。

### 研究所
- 国連大学地域統合比較研究所 (UNU-CRIS)：ベルギー・ブルージュ
- 国連大学環境・人間安全保障研究所 (UNU-EHS)：ドイツ・ボン
- 国連大学物質フラックス・資源統合管理研究所 (UNU-FLORES)：ドイツ・ドレスデン
- 国連大学高等研究所 (UNU-IAS)：日本・横浜市
- 国連大学国際文明の同盟研究所 (UNU-IIAOC)：スペイン・バルセロナ
- 国連大学国際グローバルヘルス研究所 (UNU-IIGH)：マレーシア・クアラルンプール
- 国連大学国際ソフトウエア技術研究所 (UNU-IIST)：中華人民共和国マカオ
- 国連大学アフリカ自然資源研究所 (UNU-INRA)：ガーナ・アクラ
- 国連大学水・環境・保健研究所 (UNU-INWEH)：カナダ・オンタリオ州ハミルトン
- 国連大学サステイナビリティと平和研究所 (UNU-ISP)：日本・東京
- 国連大学マーストリヒト技術革新・経済社会研究所 (UNU-MERIT)：オランダ・マーストリヒト
- 国連大学世界開発経済研究所 (UNU-WIDER)：フィンランド・ヘルシンキ

### 研究プログラム
- 国連大学中南米バイオ技術プログラム (UNU-BIOLAC)：ベネズエラ・カラカス
- 国連大学人間・社会開発のための食料・栄養プログラム (UNU-FNP)：アメリカ合衆国・ニューヨーク州イサカ
- 国連大学水産技術研修プログラム (UNU-FTP)：アイスランド・レイキャビク
- 国連大学地熱エネルギー利用技術研修プログラム (UNU-GTP)：アイスランド・レイキャビク
- 国連大学土地修復研修プログラム (UNU-LRT)：アイスランド・レイキャビク

## 提携機関
- 国立研究開発法人農業・食品産業技術総合研究機構食品総合研究所（日本つくば市）
- アジア工科大学院（タイ・バンコク）
- マヒドン大学栄養学研究所（タイ・バンコク）
- 中央食品技術研究所（インド・マイソール）
- グリフィス大学倫理・統治・法学研究所（オーストラリア・ブリスベン）
- アルスター大学（連合王国北アイルランド・ロンドンデリー）
- コーネル大学 （アメリカ合衆国ニューヨーク州イサカ）
- タフツ大学（アメリカ合衆国マサチューセッツ州ボストン）
- 国立保健研究所（メキシコ・クエルナバカ）
- チリ大学栄養食料技術研究所（チリ・サンティアゴ）
- 国際地球情報科学・地球観測研究所（オランダ・エンスヘデ）
- マックス・プランク科学振興協会世界火災監視センター（ドイツ・フライブルク）
- ボン大学（ドイツ・ボン）
- 保健人口省国立栄養研究所（エジプト・カイロ）
- ガーナ大学（ガーナ・アクラ）
- ナイロビ大学（ケニア・ナイロビ）
- 中国科学院上海生命科学研究院（中華人民共和国上海市）
- 甘粛省資源エネルギー研究所（中華人民共和国蘭州市）
- 光州科学技術院（大韓民国光州）

## 敷地および建物
本部施設（国連大学本部ビル）は東京都により無償で貸与された土地に日本政府の予算で建設されたもので、1992年（平成4年）6月に完成。設計は丹下健三によるものである。
国連大学構内では不可侵権が認められている一方、土地および建物の日本国内法における管轄については、建物が文部科学省の管轄であり、土地が東京都の管轄である。

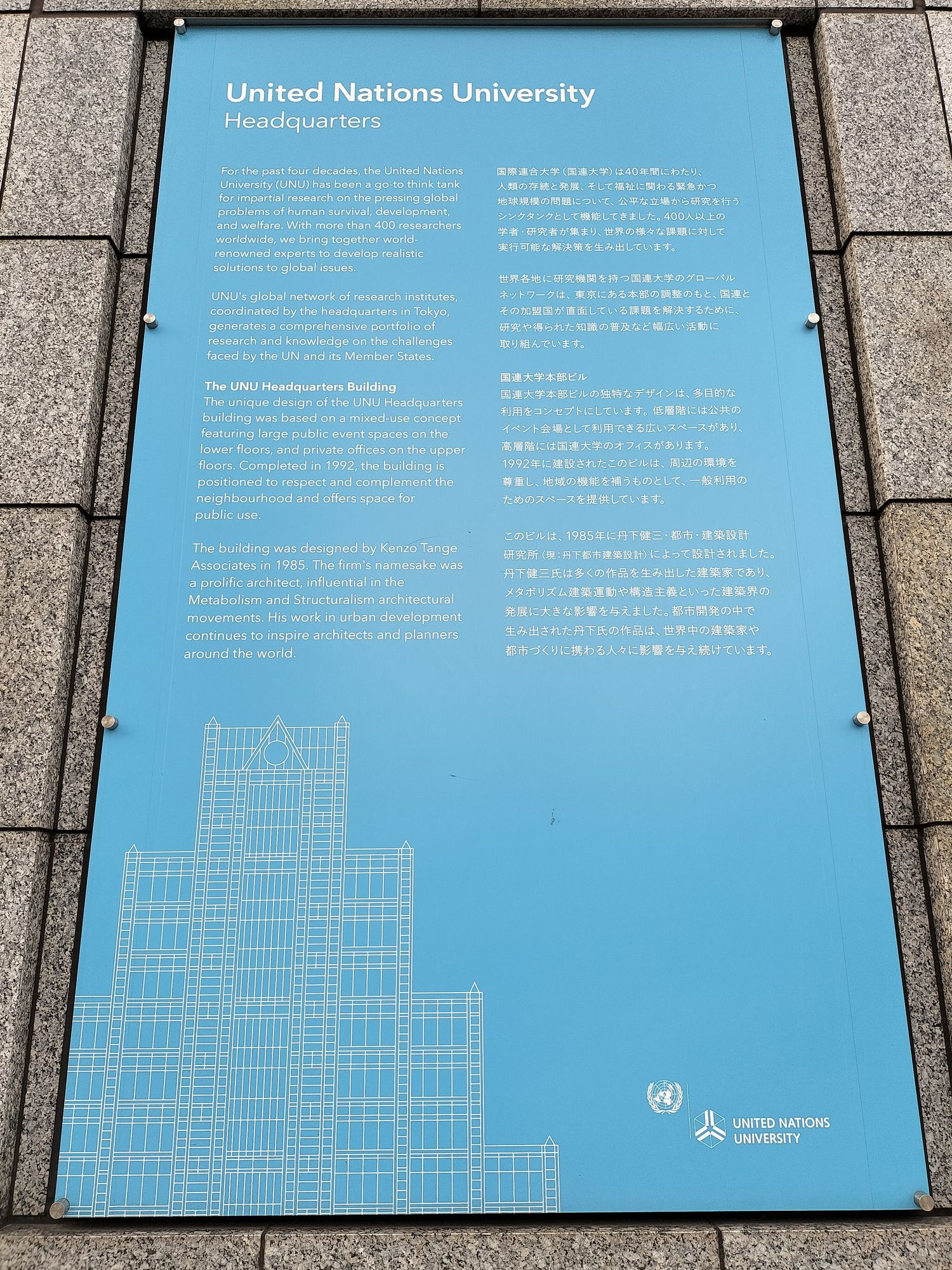
正面玄関脇の掲示（右）
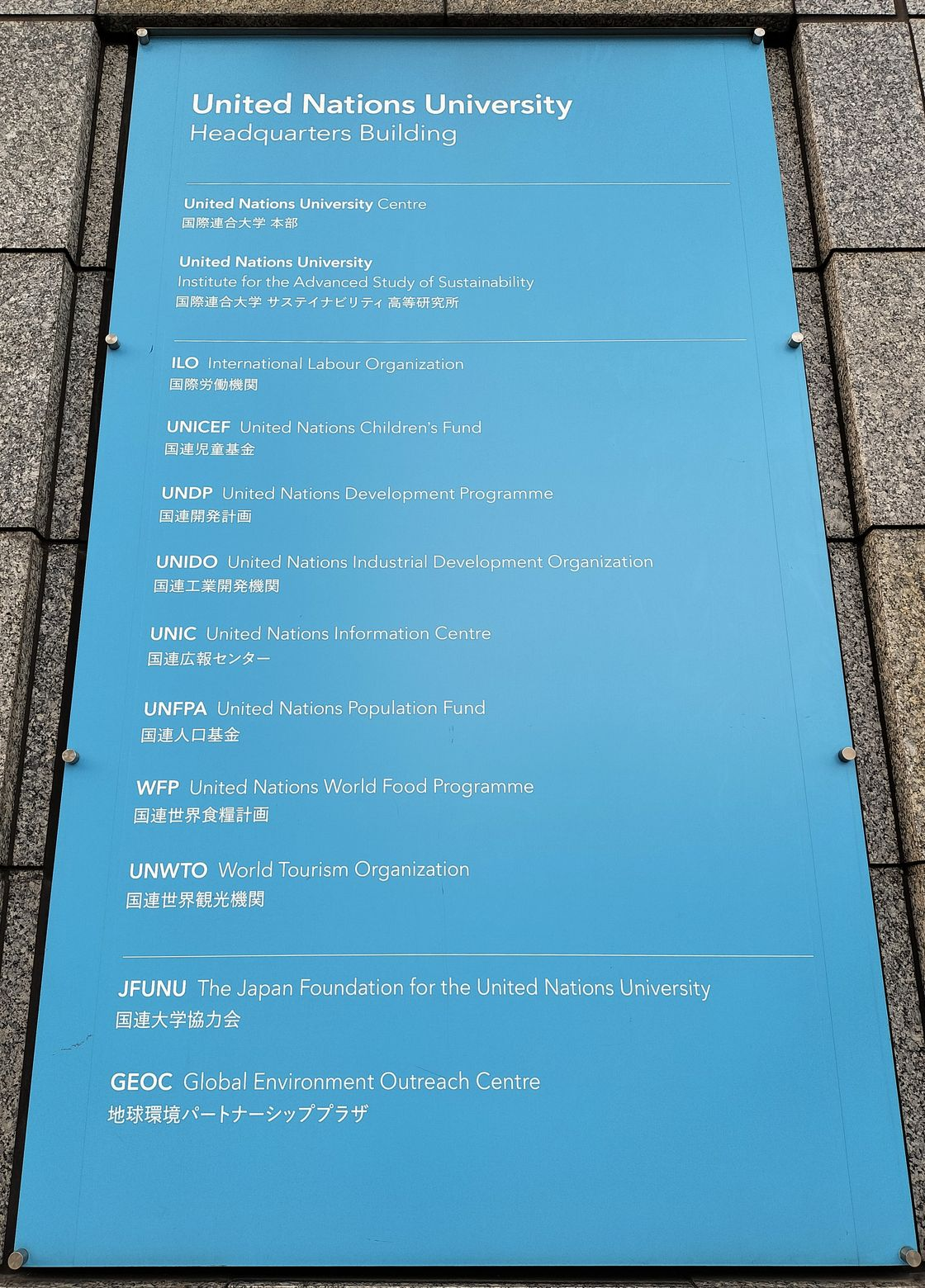
正面玄関脇の掲示（左）
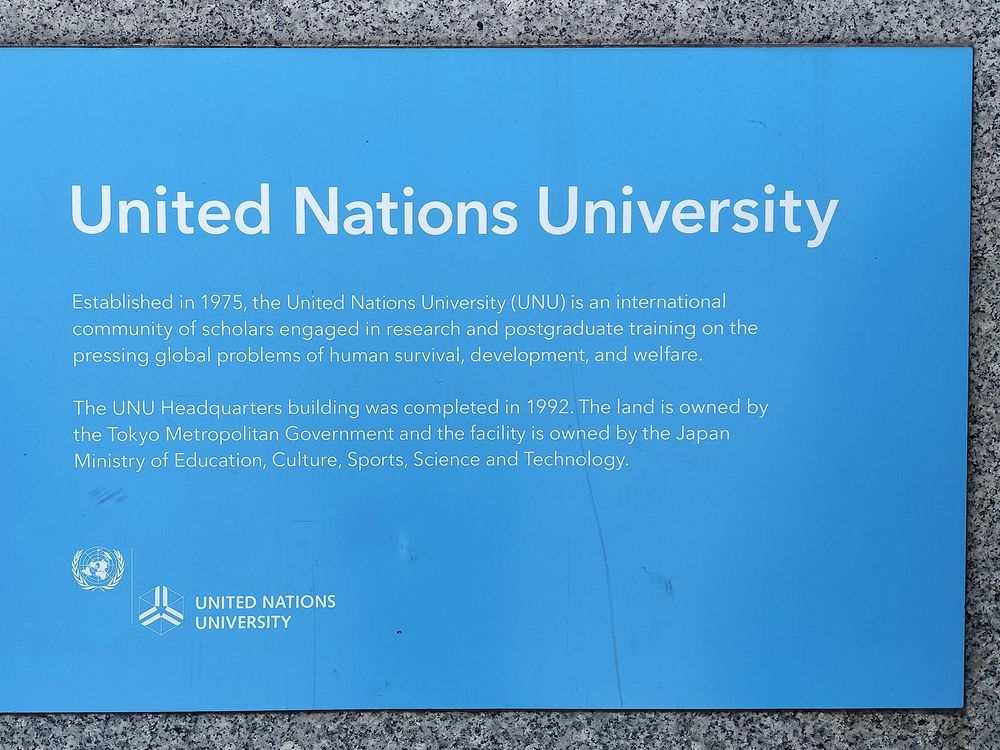
歩道脇の掲示

## 歴代学長と出身国
1. 初代 ジェイムズ・ヘスター（James Hester）（1975-1980）アメリカ合衆国
2. 第2代 スジャトモコ（Soedjatmoko）（1980-1987） インドネシア
3. 第3代 エイトール・グルグリーノ・デソウザ（Heitor Gurgulino de Souza）（1987-1997）ブラジル
4. 第4代 ハンス・ファン・ヒンケル（Hans J.A. Van Ginkel）（1997-2007）オランダ
5. 第5代 コンラッド・オスターヴァルダー（Konrad Osterwalder）（2007-2013） スイス
6. 第6代 デイビッド・マローン（David M. Malone）（2013-2023.2.28 ）カナダ
7. 第7代 チリツィ・マルワラ (Tshilidzi Marwala） （2023.3.1- ) 南アフリカ[14]

## 名誉教授
- 羅福全（名誉教授、亜東関係協会会長、元駐日代表）